# Neurergus strauchii
Neurergus strauchii é uma espécie de anfíbio caudado pertencente à família Salamandridae. Endêmica da Turquia.